# Deogiri
Deogiri es una ciudad censal situada en el distrito de Yavatmal en el estado de Maharashtra (India). Su población es de 8303 habitantes (2011). Se encuentra a  38 km de Yavatmal.

## Demografía
Según el censo de 2011 la población de Deogiri era de 8303 habitantes, de los cuales 4319 eran hombres y 3984 eran mujeres. Deogiri tiene una tasa media de alfabetización del 93,20%, superior a la media estatal del 82,34%: la alfabetización masculina es del 95,64%, y la alfabetización femenina del 90,59%.